# 니콜라스 레리히

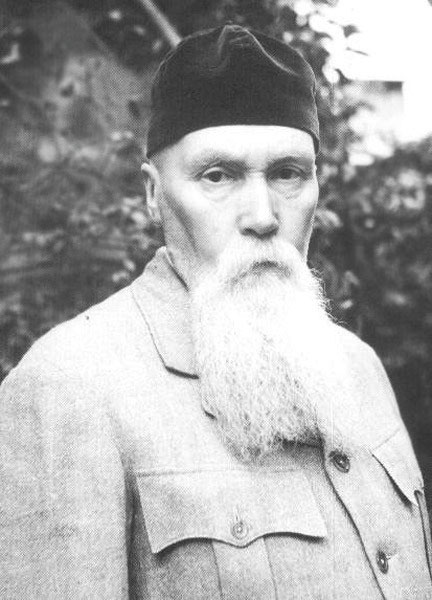

니콜라스 레리히(Nicholas Roerich, 1874년 10월 9일 ~ 1947년 12월 12일, 본명: 니콜라이 곤스탄티노비치 레리흐/Никола́й Константи́нович Ре́рих)는 러시아의 화가, 작가, 고고학자, 신지학자, 철학자, 공인이다. 어렸을 때 러시아 상징주의의 영향을 받았다. 최면과 기타 영적 훈련에 관심을 두었으며 그의 그림들은 최면적 표현을 갖고 있다.
상트페테르부르크에서 태어났다.